# Detlef Musch
Detlef Musch (Fulda, 28 marzo 1970) è un ex cestista tedesco.

## Carriera
Con la Germania ha disputato i Campionati mondiali del 1994 e i Campionati europei del 1995.

## Palmarès
- Campionato tedesco: 2

Bayer Leverkusen: 1993-94, 1994-95
- Coppa di Germania: 1

Bayer Leverkusen: 1995